# Smoke Rings in the Dark
Smoke Rings in the Dark è il terzo album in studio del cantante statunitense Gary Allan, pubblicato il 26 ottobre 1999.

## Tracce
1. Smoke Rings in the Dark – 4:18 (Rivers Rutherford, Houston Robert)
2. Right Where I Need to Be – 3:02 (Casey Beathard, Kendell Marvel)
3. Don't Tell Mama – 3:56 (Buddy Brock, Kim Williams, Jerry Laseter)
4. Lovin' You Against My Will – 3:59 (Jamie O'Hara)
5. Sorry – 3:06 (Shawn Camp, Brice Long, Wynn Varble)
6. Cryin' for Nothin – 4:17 (Kevin Welch)
7. Bourbon Borderline – 2:47 (John Wiggins, Harley Allen, Jennifer Bibeau)
8. Runaway – 2:45 (Del Shannon, Max Crook)
9. Learning to Live with Me – 2:35 (Gary Burr, Harley Allen)
10. Cowboy Blues – 2:57 (George McCorkle, Mike Geiger, Mike Huffman)
11. I'm the One – 3:17 (Gary Allan, Odie Blackmon, Jamie O'Hara)
12. Greenfields – 3:11 (Shawn Camp, Frank Dycus)

## Classifiche
| Classifica (1999-00) | Posizione massima |
| -------------------- | ----------------- |
| Australia            | 45                |
| Stati Uniti          | 84                |